# خوليو باسيرا ريفيرو
خوليو باسيرا ريفيرو Julio Becerra Rivero (ولد عام 1973) لاعب شطرنج أمريكي من أصل كوبي، يحمل لقب أستاذ كبير.
- ولد ونشأ في كوبا، وتعلم الشطرنج في سن الثالثة عشر.
- حصل على لقب أستاذ كبير عام 1997.
- فاز ببطولة كوبا للشطرنج عام 1996 و1998.
- لعب باسم كوبا في أولمبيادات الشطرنج أعوام 1994، 1996و 1998.
- أقام في الولايات المتحدة الأمريكية عام 1999 بعدما لعب في بطولة العالم للشطرنج عام 1999 في لاس فيغاس.
- عاش في لاس فيغاس ونيويورك حتى انتقل إلى ميامي عام 2005.

## وصلات خارجية
- خوليو باسيرا ريفيرو على موقع الاتحاد الدولي للشطرنج (الإنجليزية)
- خوليو باسيرا ريفيرو على موقع مباريات الشطرنج (الإنجليزية)
- خوليو باسيرا ريفيرو على موقع 365Chess.com (الإنجليزية)
- خوليو باسيرا ريفيرو على موقع Chesstempo.com (الإنجليزية)
- خوليو باسيرا ريفيرو على موقع اتحاد المراسلات الدولية للشطرنج (الإنجليزية)
- خوليو باسيرا ريفيرو على موقع الاتحاد الأمريكي للشطرنج (الإنجليزية)
- خوليو باسيرا ريفيرو سجل أولمبياد الشطرنج على موقع OlimpBase.org (الإنجليزية)